# Wakefield, Quebec

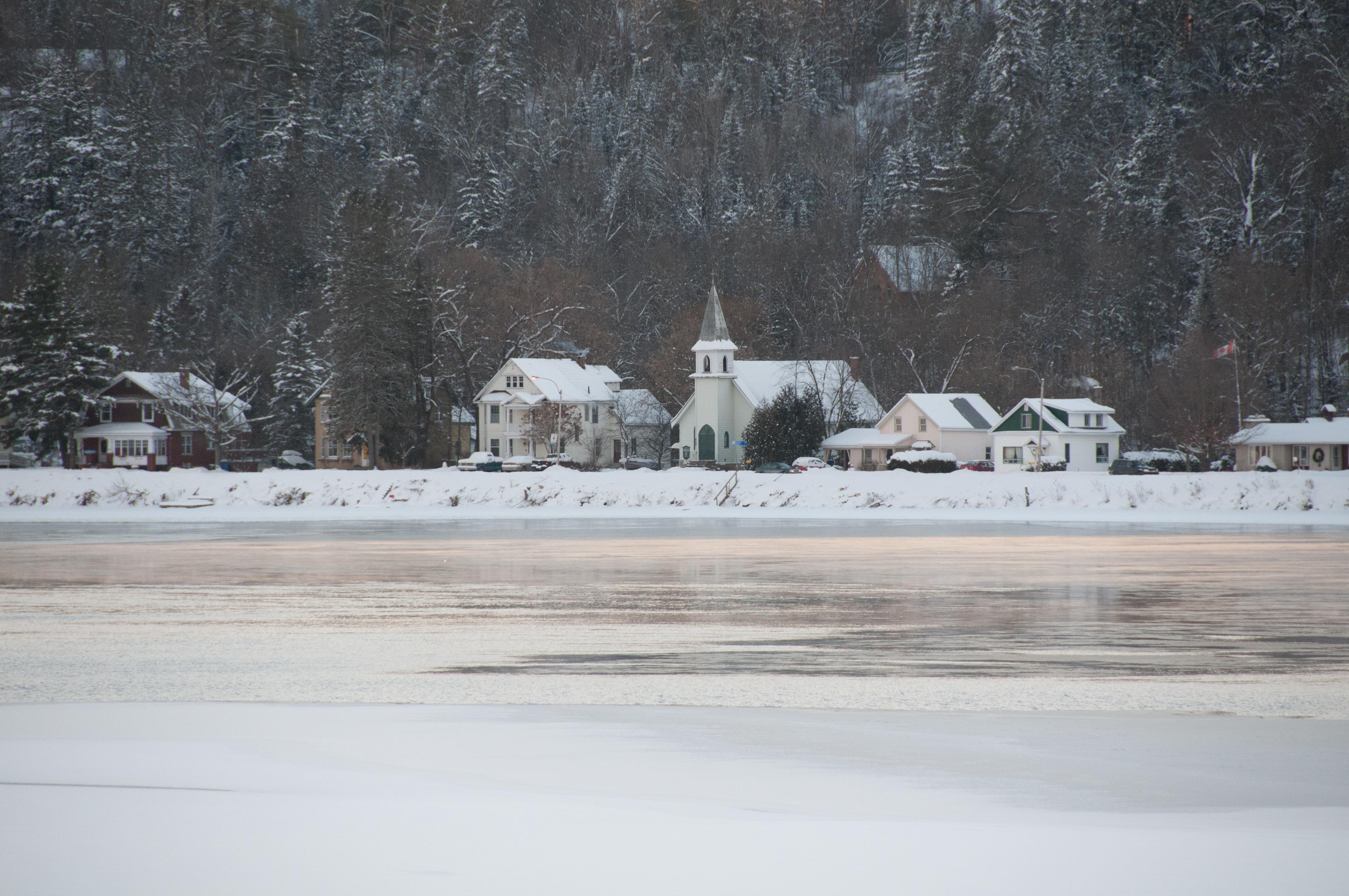
Wakefield En invierno

Wakefield es una de las poblaciones del Municipio La Pêche, Quebec, con el centro del pueblo en la orilla occidental del Río Gatineau, en la confluencia del Río La Pêche en la región de Outaouais en Quebec . El pueblo, fue recibió su nombre de la ciudad de Wakefield en Yorkshire, Inglaterra, está en el borde del sur del municipio de La Pêche, y fue fundada en 1830 por irlandeses, escoceses, e inmigrantes ingleses.
Wakefield está aproximadamente a veinticinco minutos a pie al norte del Puente Macdonald-Cartier que divide Gatineau y Ottawa (Ontario), a lo largo de la Autoroute 5, una moderna carretera de cuatro carriles que recientemente se ha ampliado hasta el pueblo. La película Grey Owl fue parcialmente filmada aquí en 1999.